# Миори
Миори (на беларуски: Мёры; на руски: Мёры) е град в Беларус, административен център на Миорски район, Витебска област. Населението на града е 7935 души (по приблизителна оценка от 1 януари 2018 г.).

## История
За пръв път селището се упоменава през 1514 година, през 1972 година получава статут на град.